# Кох, Ганс (антифашист)
Ганс Кох (нем. Hans Koch; 16 августа 1893 — 24 апреля 1945) — германский адвокат, член Исповедующей церкви и участник заговора 20 июля.

## Биография
Кох родился в Бартенштейне (современное Бартошице, Польша). Окончил юридический факультет Кёнигсбергского университета. В 1923 году он начал работать в Министерстве торговли Пруссии и позже стал вторым государственным комиссаром Берлинской фондовой биржи. В 1927 году он открыл собственную юридическую контору. В 1937 году он помог выиграть дело пастору Мартину Нимёллеру.
Во время Второй мировой войны он развивал контакты с Клаусом фон Штауффенбергом и другими участниками заговора 20 июля, в том числе Карлом Гёрделерем. Заговорщиками рассматривался в качестве кандидата на министерские посты в постнацистском правительстве Германии. Непосредственного участия в событиях 20 июля 1944 года не принимал. После провала заговора пытался скрыться, но в итоге был арестован в январе 1945 года и без приговора суда был казнён в Берлине 24 апреля 1945 года.